# Папины дочки (телесериал, 1994)
«Папины дочки» (англ. Daddy's Girls) — американский телевизионный ситком, выходивший на канале CBS с 21 сентября по 12 октября 1994 года. Шоу рассказывает о Дадли Уокере, владельце нью-йоркского дома мод, от которого, ради его бизнес-партнёра, уходит жена, оставляя ему на попечение трёх дочерей.
Дизайнер Деннис Синклер (Харви Файерстин) был первым постоянным гей-персонажем, роль которого исполнил открытый актёр-гей. Файерстин получил положительные отзывы за свою игру, однако само шоу было разгромлено критиками и закрыто после показа трёх эпизодов.

## Актёры
| Актёр              | Роль           |
| ------------------ | -------------- |
| Дадли Мур          | Дадли Уокер    |
| Мередит Скотт Линн | Саманта Уокер  |
| Стейси Галина      | Эми            |
| Кери Расселл       | Фиби Уокер     |
| Алан Рак           | Ленни          |
| Харви Файерстин    | Деннис Синклер |